# Nilssonia formosa
Nilssonia formosa é uma espécie de tartaruga da família Trionychidae.
Apenas pode ser encontrada em Myanmar.